# Império do Haiti (1849-1859)
O Império do Haiti (em francês:  Empire d'Haïti), também conhecido como Segundo Império Haitiano, foi um estado que existiu de 1849 a 1859. Foi estabelecido pelo então Presidente. ex-Tenente General e Comandante Supremo da Guarda Presidencial do presidente Riché. Faustin Soulouque. que, inspirado por Napoleão. se autoproclamou Imperador Faustino I em 26 de agosto de 1849 na Catedral de Nossa Senhora da Assunção, em Porto Príncipe. As invasões malsucedidas de Faustin (em parte devido à interferência diplomática dos Estados Unidos e da Espanha) na tentativa de reconquistar a República Dominicana (em 1849, 1850, 1855 e 1856), que declarou independência do Haiti em 1844, minou seu controle sobre o país.
Em 1858, uma revolução começou, liderada pelo general Fabre Geffrard. duque de Tabara. Em dezembro daquele ano, Geffrard derrotou o Exército Imperial e assumiu o controle da maior parte do país. Como resultado, o imperador abdicou de seu trono em 15 de janeiro de 1859. Recusado o auxílio da Legação francesa, Faustin foi levado ao exílio a bordo de um navio de guerra britânico em 22 de janeiro de 1859. O general Geffrard o sucedeu como presidente. Logo em seguida, o Imperador e sua família chegaram a Kingston. Jamaica. onde permaneceram por vários anos. Autorizado a retornar ao Haiti, Faustin morreu em Petit-Goâve em 6 de agosto de 1867 e foi enterrado em Fort Soulouque.

## Fim da república
Em 1º de março de 1847, o General Faustin Soulouque foi eleito Presidente da República pelo Senado e sucedeu ao Presidente Riché, falecido no cargo. Durante seu mandato, o último atuou como um espantalho para a classe governante boyerista, que imediatamente procurou um substituto. Sua atenção rapidamente se voltou para Faustin Soulouque, em quem a maioria via alguém um pouco retraído e ignorante. O homem de 65 anos parecia um candidato maleável e, portanto, foi levado a aceitar o papel que estava sendo oferecido a ele. Ele foi empossado em 2 de março de 1847.
No início, Faustin parecia desempenhar o papel de seu fantoche de maneira adequada. Ele manteve os ministros do ex-presidente no cargo e deu continuidade ao programa de seu antecessor. No entanto, não demorou muito para que ele se livrasse de seus seguidores e se tornasse o senhor absoluto do Estado haitiano. Segundo o livro de Mark Kurlansky, A Continent Of Islands: Searching For The Caribbean Destiny “ele organizou uma milícia privada, os Zinglins, e mandou prender e massacrar todos os que se opunham a ele, especialmente os mulatos, especialmente os mulatos, consolidando assim o seu poder sobre o governo". Esse processo, que incluiu um massacre de mulatos em Port-au-Prince em 16 de abril de 1848, culminou no Senado e na Câmara dos Deputados, onde foi proclamado Imperador do Haiti em 26 de agosto de 1849.
Soulouque também convidou os habitantes negros da Louisiana a emigrar para o Haiti. Um afro-crioulo nativo de Nova Orleans que cresceu no Haiti, Emile Desdunes, trabalhou como agente de Soulouque e, em 1859, conseguiu o transporte gratuito de pelo menos 350 pessoas desesperadas para o Haiti. Muitos desses refugiados voltariam para a Louisiana mais tarde.
O reinado de Soulouque foi marcado por violenta repressão contra a oposição e numerosos assassinatos. O fato de Soulouque ser abertamente um seguidor da religião africana do vodu contribuiu para sua reputação de ser violento. Durante seu reinado, Soulouque foi afetado pelo preconceito, ódio e discriminação contra os crioulos (os mesmos sentimentos obviamente refletidos).

## Império

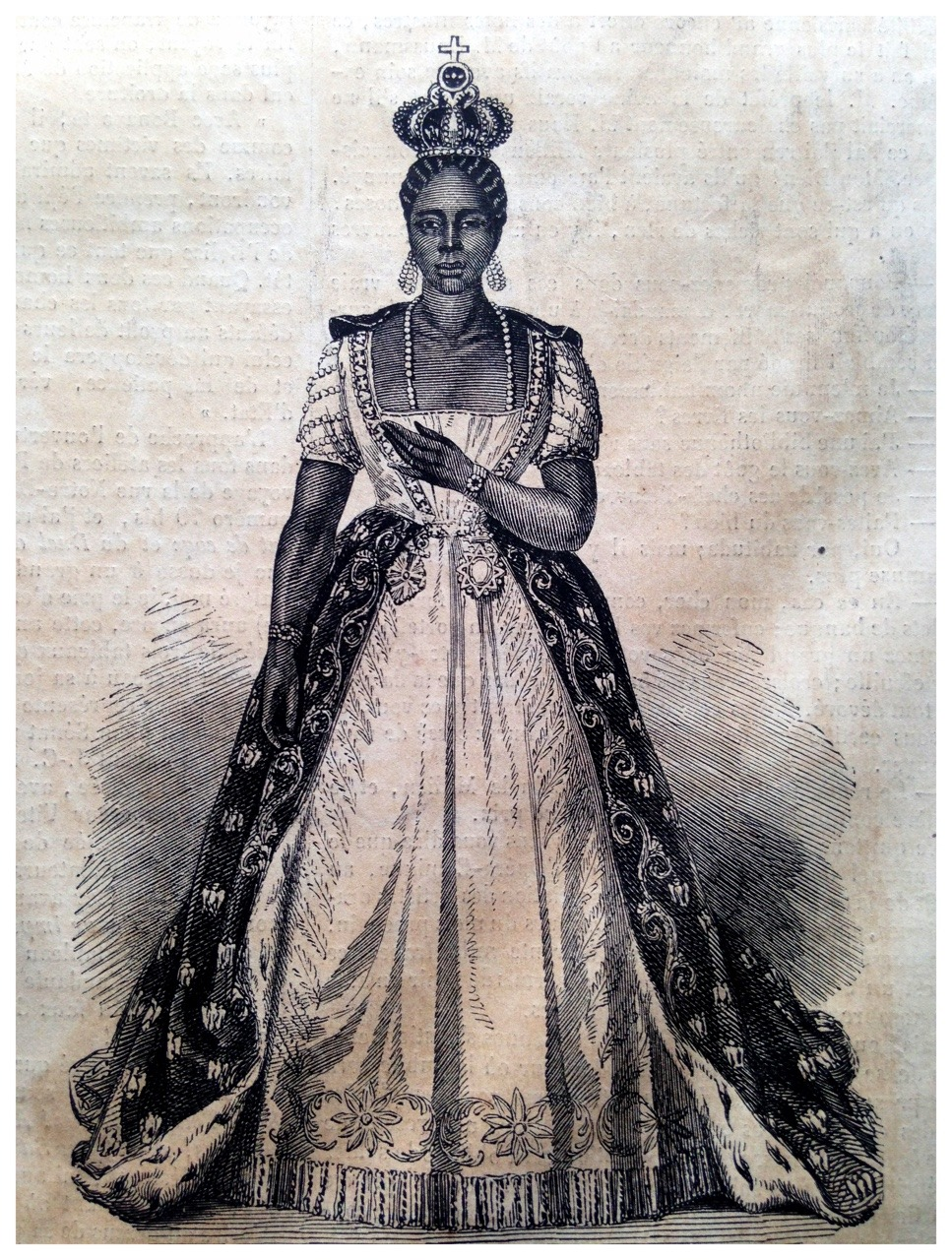
Adélina Lévêque, Imperatriz do Haiti, c.1859

### Coroação
Em 25 de agosto de 1849, Soulouque foi proclamado imperador pelo Parlamento sob o nome de Faustin I. Sua coroação ocorreu em 18 de abril de 1852, em um esplendor ruinoso para as finanças deste país, e o pagamento da dívida teve que ser interrompido. Soulouque pagou £ 2 000 por sua coroa e £ 30 000 pelo resto dos acessórios (de acordo com Sir Spenser St John, encarregado de negócios britânico no Haiti na década de 1860, em seu relato: "Hayti ou La République noire", pp. 95 –96).
Gustave d'Alaux descreve esse fato em seu livro Soulouque et son impire: “Sua majestade imperial convocou o principal comerciante de Porto Príncipe uma manhã e ordenou-lhe que encomendasse imediatamente em Paris um traje idêntico ao da coroação de Napoleão. Faustin I encomendou também uma coroa, uma para a imperatriz, um cetro, um globo, uma mão de justiça, um trono e todos os outros acessórios, como os usados durante a coroação de Napoleão".
Em dezembro de 1849, Faustin se casou com sua companheira de longa data, Adélina Lévêque. Em 18 de abril de 1852, na capital, Porto Príncipe. o imperador e a imperatriz foram coroados em uma grande e suntuosa cerimônia, como a coroação do imperador dos franceses.
O imperador fez um discurso e concluiu: “Viva a liberdade, viva o amor!» (Gustave d'Alaux). A coroação é ilustrada no "Álbum Imperial do Haiti", gravado por Severyn, publicado em Nova York, 1852 (disponível na Biblioteca Britânica).

### Política
Para afirmar sua legitimidade, Faustin traz de volta os filhos do primeiro imperador, Jean-Jacques Dessalines, restaura-lhes o título de "príncipe" e "princesa" e oferece uma pensão à ex-imperatriz Marie-Claire Bonheur.
Mais tarde, ele organiza uma violenta repressão contra os mulatos e restaura o absolutismo na ilha. A constituição imperial, que ele mesmo elaborou, proclamou o império hereditário. Como o único filho do Imperador morreu em 1849, a sucessão passou para o Príncipe Mainville-Joseph, filho do Grão-Duque Juan José, por sua vez irmão do Imperador. Para ter filhos no trono, Faustin arranjou o casamento de sua filha mais velha, a princesa Olive Soulouque, com seu primo, o príncipe Mainville-Joseph. O casal dará três filhos à Coroa.

### Guerra contra a República Dominicana
A política externa do imperador se concentrava em evitar a intrusão estrangeira na política e na soberania do Haiti. A independência da República Dominicana (então chamada de Santo Domingo), segundo ele, representava uma ameaça direta ao Haiti.
Em 1849, Soulouque lançou sua primeira invasão da República Dominicana, mas seu exército fugiu após a derrota na Batalha de Ocoa. Em 1850 ocorreu uma segunda invasão, na qual o Haiti recebeu o apoio da França. do Reino Unido e dos Estados Unidos. Na terceira e última invasão, em 1855, Soulouque entrou na República Dominicana à frente de um exército de 30 000 homens que teve que se retirar. Nas três expedições, teve de enfrentar o general Pedro Santana. então no comando da República Dominicana.

### Nobreza

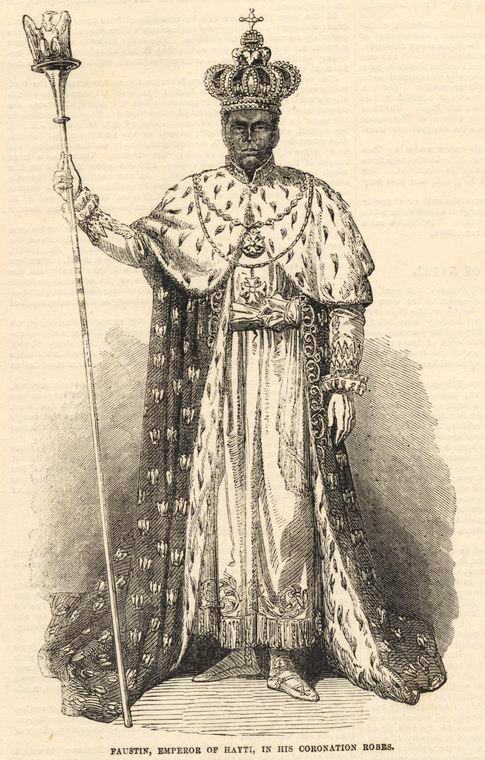
Imperador Faustin I do Haiti

O imperador tentou criar um governo centralizado forte que, embora mantendo um caráter profundamente haitiano, foi fortemente inspirado pelas tradições europeias. especialmente o Império Napoleônico. Um de seus primeiros atos após ser declarado imperador foi estabelecer uma nova nobreza. A Constituição de 20 de setembro de 1849 concedeu ao imperador o direito de criar títulos hereditários e conceder outras honras a seus súditos. Os volumes 5 e 6 do The National de John Saunders e Westland Marston (publicado em 1859) explicam que o Império consistia em 59 duques, 90 condes, 30 cavaleiros e 250 barões. Essa nova nobreza também incluía a antiga nobreza do Primeiro Império e do Reino do Norte. As primeiras cartas de patentes foram emitidas por Soulouque em 21 de dezembro de 1850. Outras fontes acrescentam "trezentos cavaleiros" e "quatrocentos nobres" a esta lista.

## A queda do Império

### Revolução
Em 1858. começou uma revolução liderada pelo General Fabre Geffrard. Duque de Tabara e ex-fiel seguidor do imperador. Em dezembro do mesmo ano, Geffrard derrotou o exército imperial e assumiu o controle da maior parte do país. Na noite de 20 de dezembro de 1858, Geffrard deixou Port-au-Prince em um pequeno barco, acompanhado por seu filho e dois discípulos fiéis, Ernest Roumain e Jean-Bart. Em 22 de dezembro, ele chegou a Gonaïves, onde estourou a insurreição. A República foi proclamada e a Constituição de 1846 foi adotada.
Em 23 de dezembro, o comitê departamental de Gonaïves, organizado para esse fim, decretou a abolição do Império e a prisão de vários membros da família imperial. Cap-Haïtien e todo o departamento de Artibonite aderiram à restauração da República. Os dias de dezembro de 1858 e janeiro de 1859 enfraqueceram consideravelmente o país. As tropas imperiais, embora exaustas e várias vezes derrotadas pelos revolucionários, continuaram a lutar contra a insurreição. Os revolucionários então tomaram o nome de "geffrardistas" e exigiram a prisão e julgamento do imperador.

### Abdicação e exílio
Em 15 de janeiro de 1859, o palácio imperial foi atacado e o imperador foi forçado a abdicar no mesmo dia. Ele foi exilado com sua família a bordo de um navio de guerra britânico em 22 de janeiro de 1859. O General Geffrard foi então eleito Presidente da República. Pouco depois, o imperador e sua família chegaram a Kingston, Jamaica. Autorizado a retornar ao Haiti pelo governo de Sylvain Salnave, Faustin morreu em Petit-Goâve em 6 de agosto de 1867 e foi sepultado no Forte Soulouque.